# The Eagle and Child

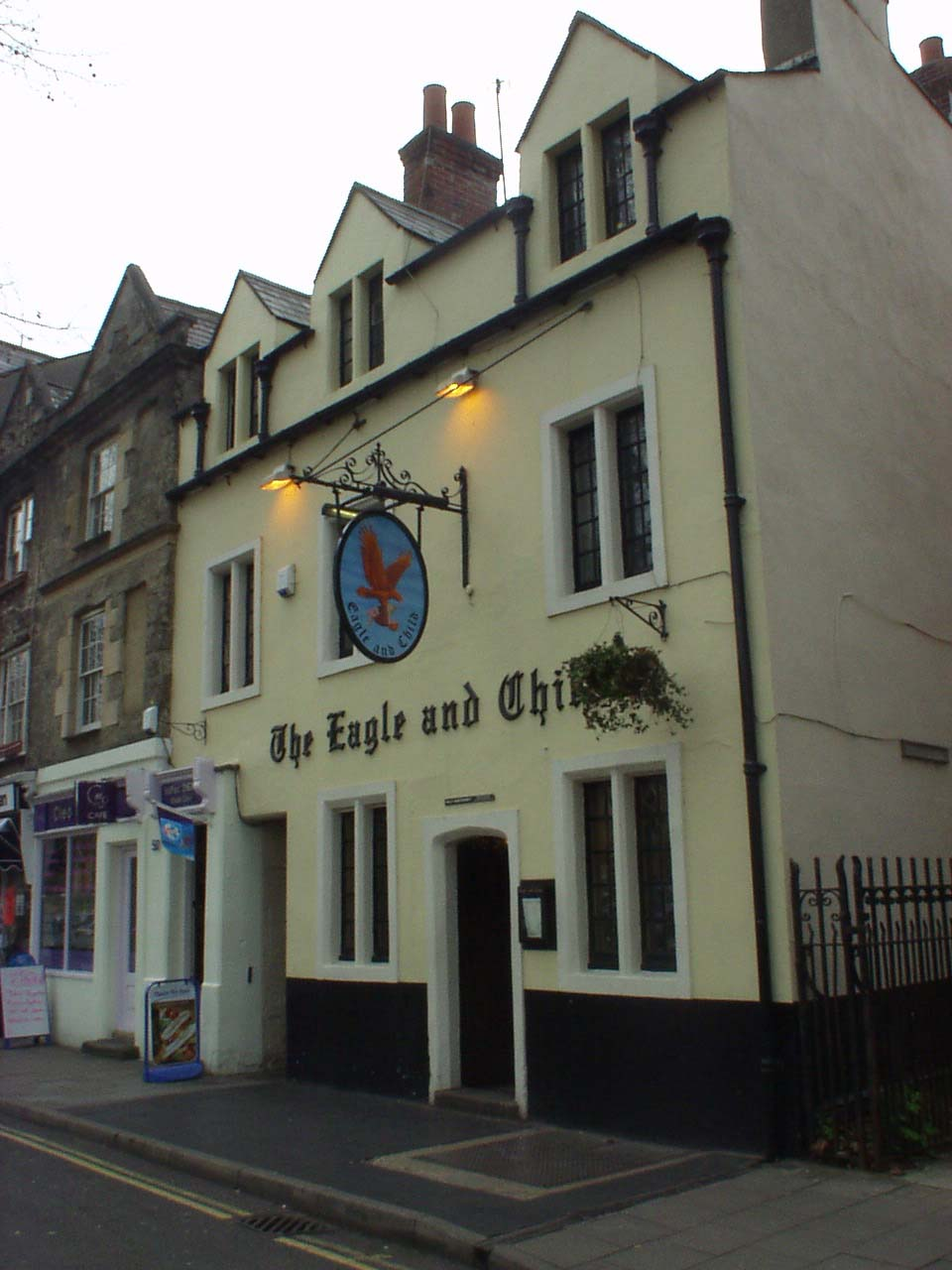
Entrée de l'Eagle and Child

The Eagle and Child est un célèbre pub anglais se situant au numéro 49 de St Giles' Street, dans la ville Oxford. Le pub faisait partie d'une dotation appartenant à l'Université d'Oxford. Il est surtout connu pour avoir été le QG des Inklings, une association littéraire ayant eu comme membres célèbres J. R. R. Tolkien et son ami C. S. Lewis.

## Enseigne

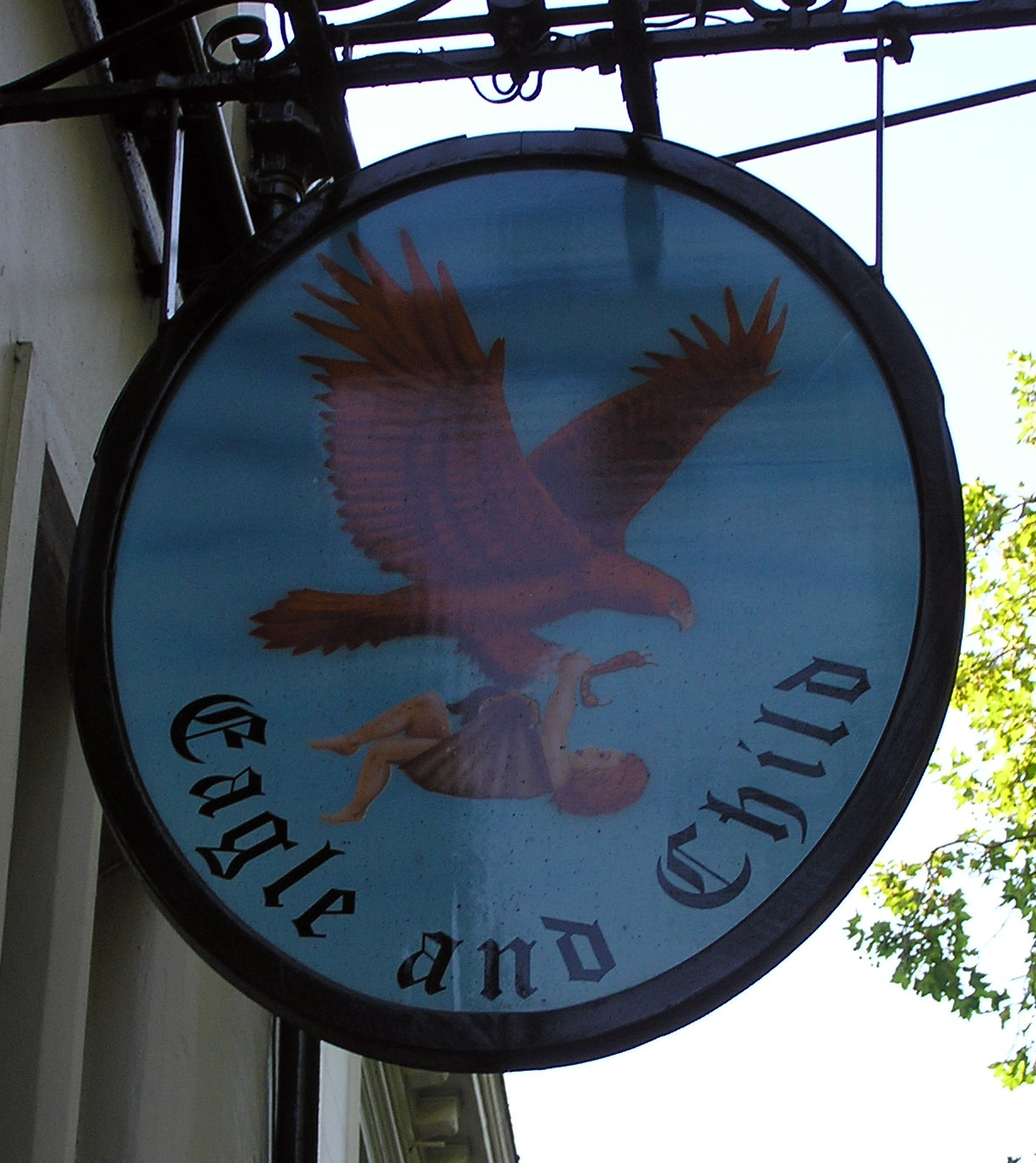
L'enseigne du pub.

L'enseigne du pub représente un aigle transportant un petit enfant enveloppé d'un lange suspendu à ses serres, et dérive du cimier des armoiries des comtes de Derby. Il semble que cette image fait référence à l'histoire d'un enfant de noble lignage qui fut trouvé dans un nid d'aigle. Le pub est parfois plus connu sous le surnom de « l'oiseau et le bébé ».

## Histoire

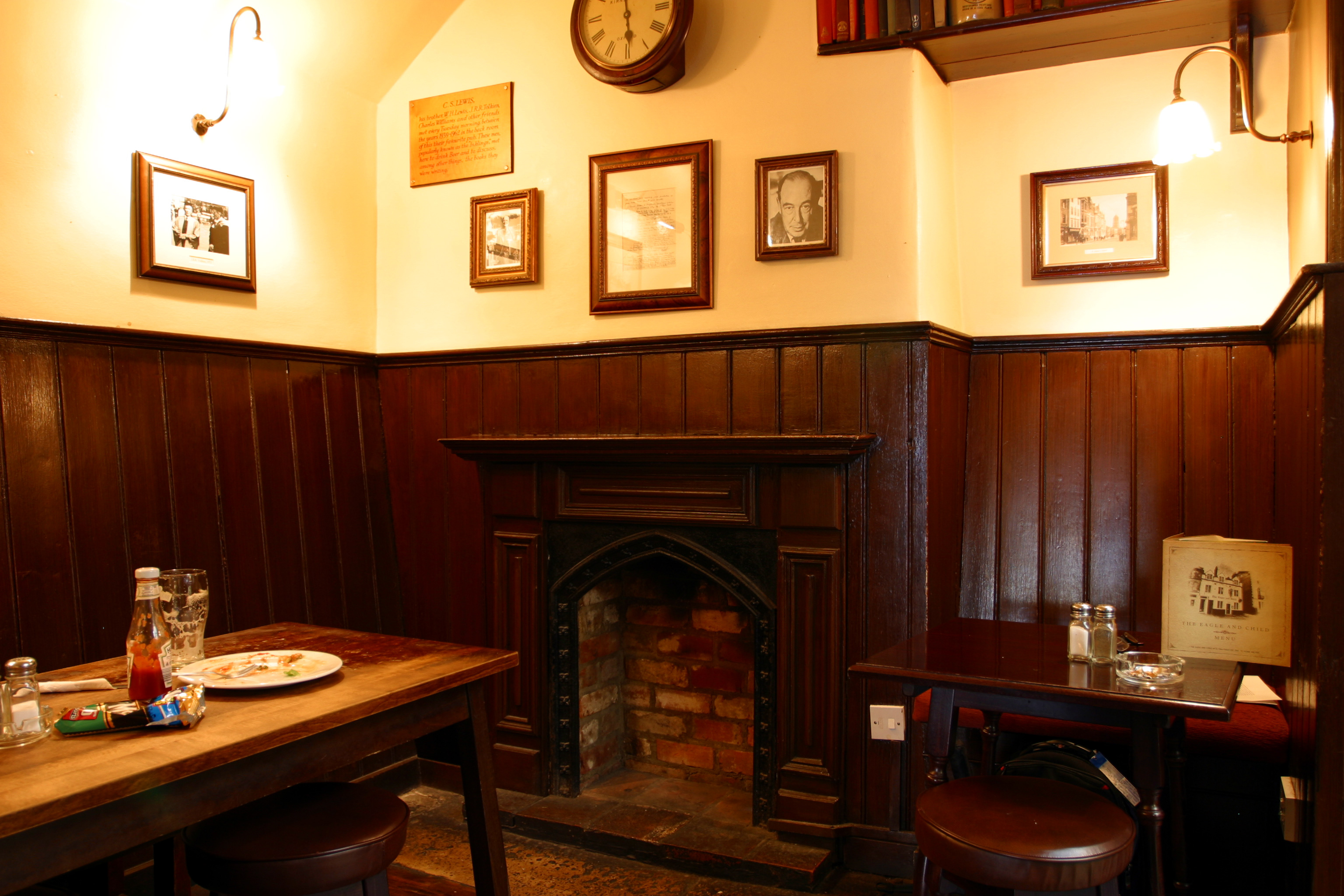
Intérieur du pub

Maison petite et étroite, le pub est réputé avoir hébergé le chancelier de l’Échiquier pendant la guerre civile anglaise (1642-1649), alors qu'Oxford était la capitale des royalistes. Cette place de ralliement était utilisée comme bureau de paie pour l'armée royaliste et des poneys y étaient vendus aux enchères dans l'arrière-cour.
Ces informations sont toutefois contredites par le fait que la date la plus ancienne le plus souvent citée établissant un caractère public du bâtiment est celle de 1650. Son activité en tant que pub sous son nom actuel est elle, attestée à partir de 1684.